# 8827 Kollwitz
8827 Kollwitz (1988 PO2) là một tiểu hành tinh vành đai chính được phát hiện ngày 13 tháng 8 năm 1988 bởi F. Borngen ở Tautenburg.